# Gontran Hamel
Gontran Georges Henri Hamel (* 20. November 1883 in Amiens, Département Pas-de-Calais; † 16. August 1944 zwischen Dreux und Cherisy, Département Eure-et-Loir) war ein französischer Algenforscher. Sein botanisches Autorenkürzel lautet „Hamel“.

## Leben
Hamel war der Sohn eines Armeearztes, der den Gesundheitsdienst in Amiens leitete. 1902 erwarb er an der Universität Lille seinen Bachelor of Arts und begann anschließend ein Jurastudium, bevor er 1912 seine Licence in den Naturwissenschaften erlangte. 1919 wurde er Doktorand am Lehrstuhl für Kryptogamie von Louis Mangin am Muséum national d’histoire naturelle und wandte sich der Phykologie zu. Von Juli bis August 1920 führte er im Auftrag der Société océanographique de France eine Expedition zu den Glénan-Inseln durch und von 1921 bis 1922 nahm er an zwei Expeditionen an Bord der Pourquoi-pas? teil. Hamel wurde 1924 zum Arbeitsleiter der neu eingerichteten Meeresstation des Muséum national d’histoire naturelle in Saint-Servan ernannt. Nach einer Expedition an der Küste Tunesiens im Jahr 1926 wurde im darauffolgenden Jahr mit der Dissertation Recherches sur les genres Acrochaetium Naeg. et Rhodochorton Naeg. zum Doktor der Wissenschaften promoviert. Hamel unternahm Studienreisen nach Spanien und Portugal (1927–1928), zu den Französischen Antillen (1930) mit Pierre Allorge sowie nach Griechenland und Marokko (1938).
Darüber hinaus führte Hamel bis zum Zweiten Weltkrieg eine phykologische Erforschung der französischen Küsten durch. Er widmete sein gesamtes wissenschaftliches Werk dem morphologischen, taxonomischen und biologischen Studium der Meeresalgen, darunter den Gruppen Chlorophyceae, Rhodophyceae (oder Floridae) und Phaeophyceae. Seine Arbeiten über die Rotalgen blieben unvollendet, aber seine Aufzeichnungen über die Corallinaceae konnten vervollständigt und nach seinem Tod von Marie Lemoine im Jahr 1953 veröffentlicht werden (mit Fotos von Robert Lami). Zu den etwa 40 Veröffentlichungen Hamels gehören die Werke Floridées de France (1924–1937), Contribution à la flore algologique des Antilles (1929), Chlorophycées des côtes françaises (1930–1931), Phéophycées de France (1931–1939) sowie Algues de France (1927–1931), das in Zusammenarbeit mit seiner Frau erstellt wurde. Im Muséum national d’histoire naturelle war Hamel für die Algensammlung des Labors für Kryptogamie. verantwortlich. Darüber hinaus führte er den Umzug des Meereslabors von Tatihou nach Saint-Servan durch und gründete 1924 mit seinem Freund Pierre Allorge die Fachzeitschrift Revue algologique.
Hamel wurde kurz vor der Befreiung Frankreichs mit zwei Kopfschüssen getötet, als er versuchte, von Dreux, wo er wohnte, mit dem Fahrrad nach Paris zu gelangen. Seine Leiche wurde am Straßenrand in der Nähe von Cherisy gefunden.

## Dedikationsnamen
Mehrere Arten und zwei Gattungen (Gontrania, Hamelella) aus der Klasse der Braunalgen wurden nach Hamel benannt.